# Marcel Štumberger
Marcel Štumberger (* 29. März 2001) ist ein kroatisch-österreichischer Fußballtorwart.

## Karriere

### Verein
Štumberger begann seine Karriere beim Grazer AK. Von 2009 bis 2010 spielte er in der AKA HIB Liebenau. Zur Saison 2013/14 wechselte er in die Jugend des SK Sturm Graz, bei dem er später auch alle Altersstufen in der Akademie durchlief. Zur Saison 2018/19 rückte er in den Kader der drittklassigen Amateure der Grazer. In jener Saison kam er allerdings zu keinem Einsatz für diese.
Im August 2019 wechselte er zum Zweitligisten SC Austria Lustenau. Sein Debüt für Lustenau in der 2. Liga gab er im Februar 2020, als er am 18. Spieltag der Saison 2019/20 gegen die SV Ried in der Startelf stand. Dies blieb sein einziger Einsatz für die Vorarlberger. Nach der Saison 2019/20 verließ er den Verein. Daraufhin kehrte er zur Saison 2020/21 zu den Sturm-Amateuren zurück. Für diese kam er allerdings erneut nie zum Einsatz.
Zur Saison 2021/22 wechselte Štumberger zum fünftklassigen FC Gratkorn. Für Gratkorn absolvierte er 25 Partien in der Oberliga. Zur Saison 2022/23 schloss er sich dem Regionalligisten FC Gleisdorf 09 an und kam für diesen in der genannten Spielzeit abwechselnd in der ersten und in der zweiten Mannschaft (Unterliga Süd) zum Einsatz. In der nachfolgenden Spielzeit 2023/24 war er den Großteil der Saison als Stammtorhüter im Regionalligakader im Einsatz und erzielte am 8. März 2024 bei einem 1:1-Auswärtsremis gegen den TuS Bad Gleichenberg in der 95. Minute den Ausgleichstreffer und zudem das bislang einzige Pflichtspieltor in seiner Erwachsenenkarriere.

### Nationalmannschaft
Štumberger absolvierte im November 2016 ein Spiel für die kroatische U-16-Auswahl.

## Persönliches
Sein Bruder Dominik (* 1999) ist ebenfalls Fußballspieler.